# 菊水酒造 (新潟県)
菊水酒造株式会社（きくすいしゅぞう）は、新潟県新発田市に本社のある、日本酒の製造、販売を行う企業（酒蔵）である。1972年（昭和47年）、日本で初めて缶入り生原酒「ふなぐち菊水一番しぼり」の商品化に成功。会社設立50周年を機に、2004年（平成16年）日本酒の文化や楽しみ方の研究開発を行う「菊水日本酒文化研究所」を設立し、よい「モノ」づくりとあわせ、日本酒を面白くする「コト」づくりに全力を注ぐ。近年は輸出の拡大により米国現地法人を創設したほか、「十六穀でつくった麹あま酒」や乳酸菌発酵酒粕などの食品生産施設を完備するなど「持続する蔵」に向け革新を続けている。

## 沿革
- 1881年 - 造り酒屋として創業[3]。
- 1896年 - 新潟県知事より清酒製造の免許を交付される。
- 1910年 - 「菊水」を商標登録[4]。
- 1956年 - 株式会社化。「菊水酒造株式会社」を設立[5]。
- 1960年 - 中倉に新工場が竣工[6]。
- 1967年 - 羽越水害（8・28水害）で被災。河川改修計画地区に該当したため立ち退きに迫られる。
- 1969年 - 島潟に移転再建した新工場が竣工[6]。
- 1972年 - 日本初の生原酒缶「ふなぐち菊水一番しぼり」と「にごり酒五郎八」発売。
- 1978年 - 「菊水の辛口」発売。
- 1983年 - 「吟醸　無冠帝」発売。
- 2002年 -  有機JAS認定工場取得。
- 2004年 - 菊水日本酒文化研究所を設立。
- 2006年 - 「節五郎元禄酒」発売。
- 2010年 - 米国現地法人KIKUSUI SAKE USA,INC.設立
- 2011年 - 国際市場で販売する主力の商品に対し「コーシャ認定」を取得
- 2016年 - 「ふなぐち菊水一番しぼり」スマートパウチ発売。
- 2017年 - 「十六穀でつくった麹あま酒」発売。
- 2018年 - 菊水日本酒文化研究所の一般公開を開始[7]。蔵併設の菊水ショップオープン。
- 2019年- 「ふなぐち菊水一番しぼりスパークリング」発売。「蔵光」がワイングラスでおいしい日本酒アワード2019最高金賞受賞で、二年連続。酒蔵リニュアルプラン「KRP60」が⽇本建築学会北陸⽀部主催の北陸建築⽂化賞を受賞
- 2020年 - 「ふなぐち酒粕ブリオッシュ」が「OMOTENASHI Selection2020」受賞。「蔵光」が「ロンドン酒チャレンジ2020」純米大吟醸部門プラチナ賞受賞。
- 2021年 - 全国燗酒コンテスト2021お値打ちぬる燗部門で「菊水の辛口」が最高金賞を受賞。
- 2025年4月15日 - ノンアルコール日本酒「菊水ゼロ」を発売[8]。

## 代表銘柄

### 日本酒（菊水）
- ふなぐち菊水一番しぼり
- ふなぐち菊水一番しぼりスパークリング
- 熟成ふなぐち菊水一番しぼり
- 新米新酒ふなぐち菊水一番しぼり
- 菊水の辛口
- 菊水の四段仕込
- 菊水の純米酒
- 純米酒 菊水
- お晩です
- 本醸造 菊水
- 無冠帝
- 源流
- 麗流
- 菊水知命
- 酒米菊水純米大吟醸
- にごり酒五郎八
- 蔵光
- 節五郎出品酒
- 節五郎元禄酒
- 菊水ゼロ（ノンアルコール）

### 焼酎
- 節五郎 酒粕焼酎

### その他の酒類
- 梅酒 紅菊水
- 洋梨のお酒 Le菊水
- 酒粕と果物と野菜のお酒 Bio菊水
- Bio菊水越後姫

## その他
- 1972年、日本で初めてアルミ缶入りの生原酒を200ml缶入りで発売した（ふなぐち菊水一番しぼり）。
- 1998年、世界自然保護基金（WWF)に加入。
- ギタリストのポール・ギルバートが、菊水のデザインをあしらったギターをMR. BIGのライブで使用した[9]。